# Cyathea dealbata
Cyathea dealbata, conocido en español como helecho plateado (en inglés silver tree fern o simplemente silver fern, en maorí kaponga o ponga), es una especie de helecho arborescente endémico de Nueva Zelanda.
Es conocido que el helecho crece a alturas de 10  m o más (sin embargo ocasionalmente toma una rara forma de trepadora). La corona es densa, y las frondas tienden a ser aproximadamente 4 m de largo y tienen una coloración blanco-plateado en el envés. La distintiva coloración plateada las ha convertido en idóneas colocarlas al lado de los caminos para que resalten en los paseos nocturnos. Las escamas son café oscuras y son con frecuencia oscuras y brillosas. 
Llegaron relativamente tarde a la historia natural de Nueva Zelanda durante la época del Plioceno (hace alrededor de 5 - 1,8 millones de años). El helecho plateado se desarrolla en las principales islas de Nueva Zelanda al este de las Islas Chatham, principalmente en las áreas debajo del dosel (subcanopy) de los bosques más secos y el matorral abierto. Se sabe que crece bien en terrenos bien drenados con humus, y una vez que se ha establecido, tolera condiciones más secas. Se desarrolla mejor si se le resguarda de los vientos y se aconseja protegerlo de las heladas.

## El helecho plateado en la cultura
- El helecho plateado se usa como emblema y símbolo en los uniformes de muchos equipos deportivos. Sus usos más conocidos son como logo de la Selección de Rugby de Nueva Zelanda (All Blacks), la Selección de fútbol de Nueva Zelanda (All Whites) y el equipo nacional de cricket (Black Caps).
- Los Silver Ferns es el nombre del equipo nacional de netball de Nueva Zelanda, campeones del mundo en el 2003 en Jamaica.
- El helecho plateado también es usado en política- está representado en lo logos de Jim Anderton's Progressive Party y United Future New Zealand.
- El Silver Fern es también el nombre de un tren de pasajeros.
- El símbolo koru que se encuentra en el arte maorí, se dice que fue inspirado en la fronda de un joven ponga.
- Las hojas del helecho plateado aparecen en el Escudo de Nueva Zelanda.
- Muchas banderas de Nueva Zelanda, tales como la bandera del helecho plateado, usan esta planta emblemática.